# Mean What You Say
Mean What You Say è un album di Philly Joe Jones, pubblicato dalla Sonet Records nel 1977. Il disco fu registrato il 6 e 7 aprile del 1977 al "C.I. Recording Studio" di New York.

## Tracce
Lato A
1. Mean What You Say – 8:05 (Thad Jones)
2. You Tell Me – 6:59 (Simmons)
3. D.C. Farewell – 6:00 (Richie Cole)

Lato B
1. Jim's Jewel – 6:40 (Charles Bowen, Jr.)
2. Gretchen – 7:00 (Charles Bowen, Jr.)
3. Ugetsu – 7:22 (Cedar Walton)

## Musicisti
- Philly Joe Jones  - batteria
- Charles Bowen  - sassofono tenore, sassofono soprano
- Tommy Turrentine  - tromba
- Mickey Tucker  - pianoforte
- Mickey Bass  - contrabbasso